# Petstrana girokupolarotunda
| Petstrana girokupolarotunda | Petstrana girokupolarotunda                 |
| --------------------------- | ------------------------------------------- |
| Rhombohedron                |                                             |
| Vrsta                       | Johnsonovo telo J32-J33-J34                 |
| Stranske ploskve            | 3.5 trikotnikov 5 kvadratov 2+5 petkotnikov |
| Robovi                      | 50                                          |
| Oglišča                     | 25                                          |
| Dualni polieder             | -                                           |
| Konfiguracija oglišča       | 10(32.4.5) 5(3.4.5.4) 2.5(3.5.3.5)          |
| Simetrijska grupa           | C5v                                         |
| Lastnosti                   | konveksna                                   |
| mreža telesa                |                                             |

Petstrana girokupolarotunda je eno izmed Johnsonovih teles (J33). Že ime nakazuje, da jo dobimo z združevanjem petstrane kupole (J5) in petstrane rotunde (J6) vzdolž njenih desetkotnih osnovnih ploskev. Razlika je samo v tem, da so v tem telesu polovice medsebojno zavrtene za 36º.
V letu 1966 je Norman Johnson (rojen 1930) imenoval in opisal 92 teles, ki jih imenujemo Johnsonova telesa.

## Prostornina in površina
Naslednja izraza za prostornino (V) in površino (P) sta uporabna za vse stranske ploskve, ki so pravilne in imajo dolžino roba 1 
{\displaystyle V={\frac {5}{12}}(11+5{\sqrt {5}})a^{3}\approx 9,24181...a^{3}}
{\displaystyle P=(5+{\frac {15}{4}}{\sqrt {3}}+{\frac {7}{4}}{\sqrt {25+10{\sqrt {5}}}})a^{2}\approx 23,5385...a^{2}}.